# Odontria smithi
Odontria smithi är en skalbaggsart som beskrevs av Thomas Broun 1893. Odontria smithi ingår i släktet Odontria och familjen Melolonthidae. Inga underarter finns listade i Catalogue of Life.